# 京極派
京極派（きょうごくは）は、鎌倉中期から室町初期にかけての和歌の流派の一つ。
「和歌の家」としての京極派は、藤原北家御子左流に属し、御子左家の嫡男二条為氏の庶弟京極為教とその子為兼に始まるが、実質的には為兼によって和歌の流派としての京極派は生まれた。御子左嫡流で、大覚寺統（のちの南朝）と結びついた二条派に対し、為兼は伏見院の歌道師範として迎えられたのを契機に持明院統（のちの北朝）宮廷において歌壇を築き、斬新な歌風を流行させた。実感を尊び繊細な感覚的表現による歌は鎌倉時代末期の沈滞していた当時の歌壇に新鮮味を与えたが、その奇抜で型破りな表現によって二条派からつよい非難を浴びることになった。為兼の歌論書として『為兼卿和歌抄』がある。
京極派歌壇には、(1)歌の家としての京極家（および当時はまだ一家を成すにいたっていなかった冷泉家）、(2)京極派歌風を信奉する歌人たちの集まり、(3)伏見院宮廷における文学サロンの三つの面があり、それぞれが互いに重なりあいつつ全体として「京極派」と呼ぶべきものをかたちづくっている。通常鎌倉期のそれを前期、南北朝期以降のそれを後期と呼んで区分しているが、前期京極派においては京極為兼、伏見院、久明親王、永福門院、京極為子（従二位為子）、冷泉為相（娘が持明院統の久明親王に嫁す）、北畠親子らが主要な歌人として活躍し、十三番目の勅撰集『玉葉和歌集』（伏見院下命、為兼撰）が編まれた。後期京極派においては、永福門院、花園院、光厳院らが主要な歌人として活躍し、十七番目の勅撰集『風雅和歌集』（花園院下命、光厳院親撰）が編まれたが、観応の擾乱によって光厳院ら持明院統の要人が南朝側に監禁された結果、持明院統宮廷が大きな打撃を受け、そして光厳院が監禁されている間に持明院統を継いだ後光厳院が二条派を重んじたため、思わしい後嗣を得ないままに断絶した。
中世・近世においては高く評価されることがなく、長らく埋もれたままになっていた京極派ではあるが、近代に入ってから再評価が行われ、特に折口信夫や土岐善麿がその歌風をつよく称揚した。戦後に入って岩佐美代子らによる研究が進み、その全貌が徐々にあきらかになりつつある。

## 関連文献
- 勅撰集-玉葉和歌集・風雅和歌集
- 歌論書-為兼卿和歌抄・風雅和歌集序
- 私家集-伏見院御集・光厳院御集
- 歌合等-永福門院御自歌合
- 研究書-『京極派和歌の研究』『京極派歌人の研究』（ともに岩佐美代子）